# Cerealcom Dolj
Cerealcom Dolj este o companie care se ocupă cu comerțul de cereale din România.
Este deținută de omul de afaceri Mihai Anghel care în 1999 a cumpărat de la stat Cerealcom Dolj, unul dintre cele 40 de Cerealcom-uri.
În prezent (octombrie 2009) Cerealcom Dolj este cea mai mare firmă din grupul lui Anghel și comercializează anual 400.000 de tone de cereale.
Mihai Anghel mai deține companiile Oltyre Craiova (cultivarea cerealelor și a plantelor oleaginoase), Cervina Segarcea (cultivarea cerealelor și a plantelor leguminoase), Redias Redea (cultivarea cerealelor și a plantelor leguminoase), precum și producătorul de băuturi alcoolice Crama Segarcea
După achiziția Cerealcom, în 2001 și 2002, alte două firme au intrat în portofoliul grupului din Dolj, după ce Anghel a cumpărat, tot de la stat, două IAS-uri (întreprindere agricolă de stat) de la Redea și Segarcea, care ulterior s-au transformat în Rediaș Redea și Cervina Segarcea.
Cerealcom Dolj administrează 25.000 hectare de teren agricol, în județele Dolj și Olt, deținând și o rețea de silozuri.
Mihai Anghel se numără printre primii agricultori din România, după Culiță Tărâță, care are în arendă 58.000 hectare de teren arabil în Insula Mare a Brăilei, Ioan Niculae, patronul InterAgro, cu aproximativ 50.000 de hectare, Adrian Porumboiu, cu circa 40.000 hectare de teren agricol, și Jihad El-Khali (Agro Chirnogi, din județul Călărași), care lucrează 30.000 de hectare.
Număr de angajați în 2009: 295
Cifra de afaceri:
- 2008: 66,1 milioane euro[1]
- 2007: 153,6 milioane lei (45,8 milioane euro), urcare cu 34% față de 2006[5]
- 2005: 200 de milioane de lei (55,2 milioane de euro)[6]
- 2004: 300 milioane lei (74 milioane euro)[6]